# Sombrerete
Sombrerete es una ciudad mexicana ubicada en el estado de Zacatecas, cabecera del municipio homónimo. Fue fundada en el año 1555 por Juan de Tolosa y en el año de 2020 contaba con una población de 25,068 habitantes.
La ciudad de Sombrerete es una de las ciudades más importantes culturalmente del estado por formar parte del Camino Real de Tierra Adentro, la Unesco declaró en el año 2010 como Patrimonio de la Humanidad al centro histórico de Sombrerete junto con otros dos lugares del municipio: el parque nacional Sierra de Órganos y La Noria de San Pantaleón.
Sombrerete también fue declarado en el año 2012 como el Pueblo Mágico número 50 por la Secretaría de Turismo Federal, ya que posee una gran riqueza arquitectónica, y muchos lugares turísticos en la ciudad y en el municipio, como los es: el parque nacional Sierra de Órganos, las Cuevas Pintas, etc. En sus alrededores se ha descubierto minas de oro.
Al ocurrir la toma de Zacatecas en 1914, fue capital del estado durante un año. El primer gobernador del estado fue originario de la ciudad de Sombrerete que fuera declarado ciudad en noviembre de 1570 por el repentino crecimiento de población y la riqueza de minerales en las minas del municipio.

## Escudo
Su significado lógico es: El contorno es una piel de víbora, animal representativo, junto con el lagartijo de la región, abajo se encuentra la nopal, planta abundante también en la región. El sable representa la conquista de los españoles impuesta a los indígenas, un túnel que va de arriba hacia abajo y representa la minería, y hacia abajo el mar y unas barras en la relación a la abundancia del mineral de Sombrerete.

## Historia

### Antecedentes prehispánicos
Existen vestigios de asentamientos indígenas prehispánicos. Según los estudiosos del tema, la cultura de estos lugares es la llamada "Chalchihuites", que duró desde el preclásico superior hasta la mitad del epiclásico (primeros años de nuestra era al 900). Los grupos humanos de este territorio eran sedentarios, dedicados primordialmente a la agricultura y poco a la caza.
No se conocen las causas de la desaparición de las comunidades asentadas en la región. Las hipótesis que se manejan sobre el tema abarcan: el cambio en las condiciones ambientales, una mayor presión de los grupos nómadas y el fin de las metrópolis de los valles centrales de Mesoamérica.
Conforme desaparecieron las comunidades de la región, el territorio fue paulatinamente ocupado por grupos de nómadas, recolectores y cazadores. Estos indígenas son llamados "chichimecas". Al llegar los españoles a la región, los chichimecas habitaban el territorio.

### Periodo colonial
En 1555 arribó a la región Juan de Tolosa, al frente de un reducido grupo compuesto de españoles, frailes franciscanos e indígenas aliados. Este grupo asentó sus reales al fondo de una quebrada, cerca de un manantial, naciendo así el Real y Minas del Sombrerete. En 1570 la Audiencia de Guadalajara le concedió el título de Villa de Llerena.
Ya para entonces habían aumentado el número de fundos mineros y la Villa tenía gran importancia, puesto que desde 1567 contaba con el templo y convento franciscano de San Mateo, de cuyos claustros salían los frailes a difundir una nueva religión y un diferente modo de vivir entre los indígenas comarcanos.
La importancia de Sombrerete aumentó en el siglo XVII al establecerse una Real Caja, en la que además de recaudarse los "quintos" reales, se fundían y ensayaban minerales provenientes de regiones tan alejadas como Chihuahua y Sinaloa. A esta oficina hacendaria estuvieron inscritas las receptorías de los hoy municipios de Saín Alto, Chalchihuites, San Miguel del Mezquital (hoy municipio de Miguel Auza), Río Grande y General Francisco R. Murguía.
Si bien es cierto que en los orígenes de Sombrerete se debieron a la riqueza argentífera, también es verdad que la sociedad que surgió aplicó esos recursos a favorecer el comercio y la agricultura, igualmente se preocupó por embellecer las edificaciones religiosas. En esta época inició la formación de haciendas que sobrevivieron hasta principios del siglo XX.
Las minas que le dieron mayor fama a Sombrerete son las de Pabellón y Vetanegra, cuyas riquezas legendarias permitieron a la familia Fagoaga acceder al título del Marquesado del Apartado. Otra familia que se benefició de las actividades económicas de la región fue la de la Campa y Cos, que tuvo el título del Condado de San Mateo de Valparaíso.

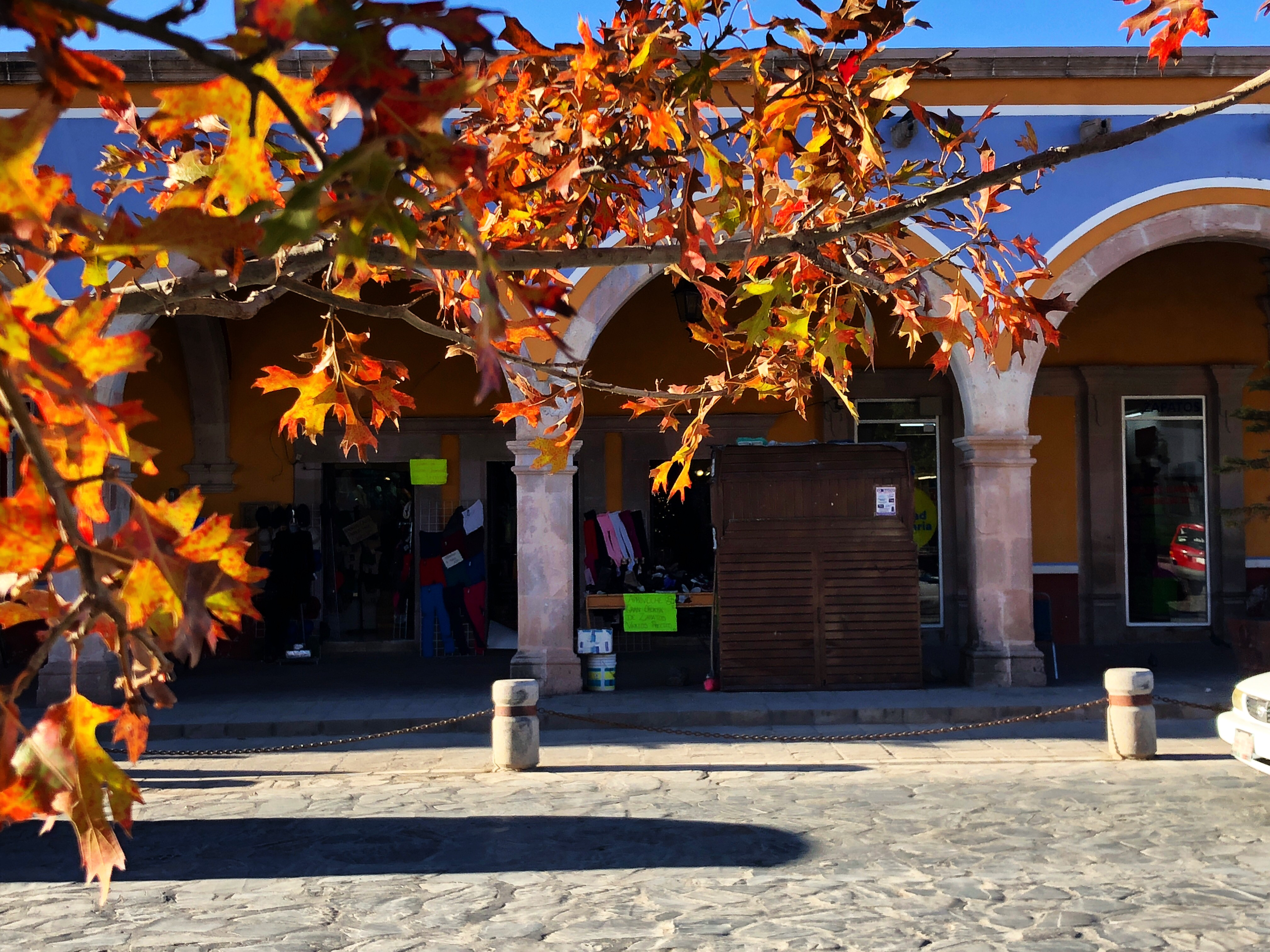
Los Portales.

### sigloXIX
Al inicio de este siglo, la Villa de Sombrerete llegó albergar treinta mil habitantes y contar con treinta y cuatro haciendas de beneficio. En 1810 se estableció una Casa de Moneda, ahí se acuñó la famosa emisión de monedas "Vargas".
En la guerra de Independencia algunos sombreretenses contribuyeron con la causa independentista, enviaron dinero a través de Julián Fernández, hermano de Félix, conocido en la historia del país como Guadalupe Victoria, primer presidente de la República.
Al consumarse la Independencia, Sombrerete fue elevado a categoría de ciudad por el Congreso Constituyente de Zacatecas. Desde entonces se convirtió en cabecera de Partido -sustituyó la figura de Subdelegación de la Intendencia de Zacatecas-, es decir un territorio político que integró las municipalidades de Sain Alto, Chalchihuites y San Andrés del Téul (hoy municipio de Jiménez del Teul).
La importancia económica de Sombrerete permitió, en la primera mitad del siglo XIX, que varios sombreretenses ocuparan posiciones burocráticas y políticas importantes en la capital del Estado. Incluso el primer Gobernador electo en la República federal fue el sombreretense José María Bracho, otro personaje es el liberal Miguel Auza Arrenechea, Gobernador de Zacatecas antes y después de la Guerra de Reforma y de la Intervención francesa.
Durante la Intervención francesa el partido de Sombrerete perteneció al Departamento de Fresnillo -segregado del Departamento de Zacatecas, ambos pertenecieron a la comandancia militar de Guadalajara-. Casi al término de la guerra, la cabecera municipal de Sombrerete se convirtió en sede del Gobierno Provisional que encabezó el liberal Miguel Auza. En 1866 pasó por aquí el presidente Benito Juárez.

### SigloXX
Durante el Porfiriato Sombrerete mantuvo sus actividades mineras, comerciales y agrícolas. Sus haciendas de campo eran reconocidas a nivel nacional por la producción de algodón y de granos. Aunque sus comunidades se mantuvieron con tranquilidad, en 1911 surgieron de esta región los contingentes revolucionarios que enarbolaban la no reelección, estuvieron bajo el mando del maderista Luis Moya.
Después de 1911 la región no tuvo la tranquilidad de antaño. Constantemente sus haciendas y las cabeceras municipales del Partido fueron atacadas y las actividades económicas decayeron. Entre 1913 y 1914 Sombrerete fue la capital provisional del Estado de Zacatecas. Estuvieron al frente del gobierno el general Pánfilo Natera, comandante de la División del Centro, y Luis J. Zalce, político maderista identificado con el liberalismo mexicano.
En la Guerra Cristera la región fue escenario de ataques hechos por los cristeros y los agraristas. Las comunidades rurales fueron las más afectadas. Después de éste levantamiento armado la región no ha sufrido mayores trastornos sociales y políticos.
Actualmente Sombrerete es una de las regiones agrícolas más importantes del país. En el estado, el municipio ocupa un lugar preponderante por las actividades comerciales que dominan la región norte de Zacatecas.

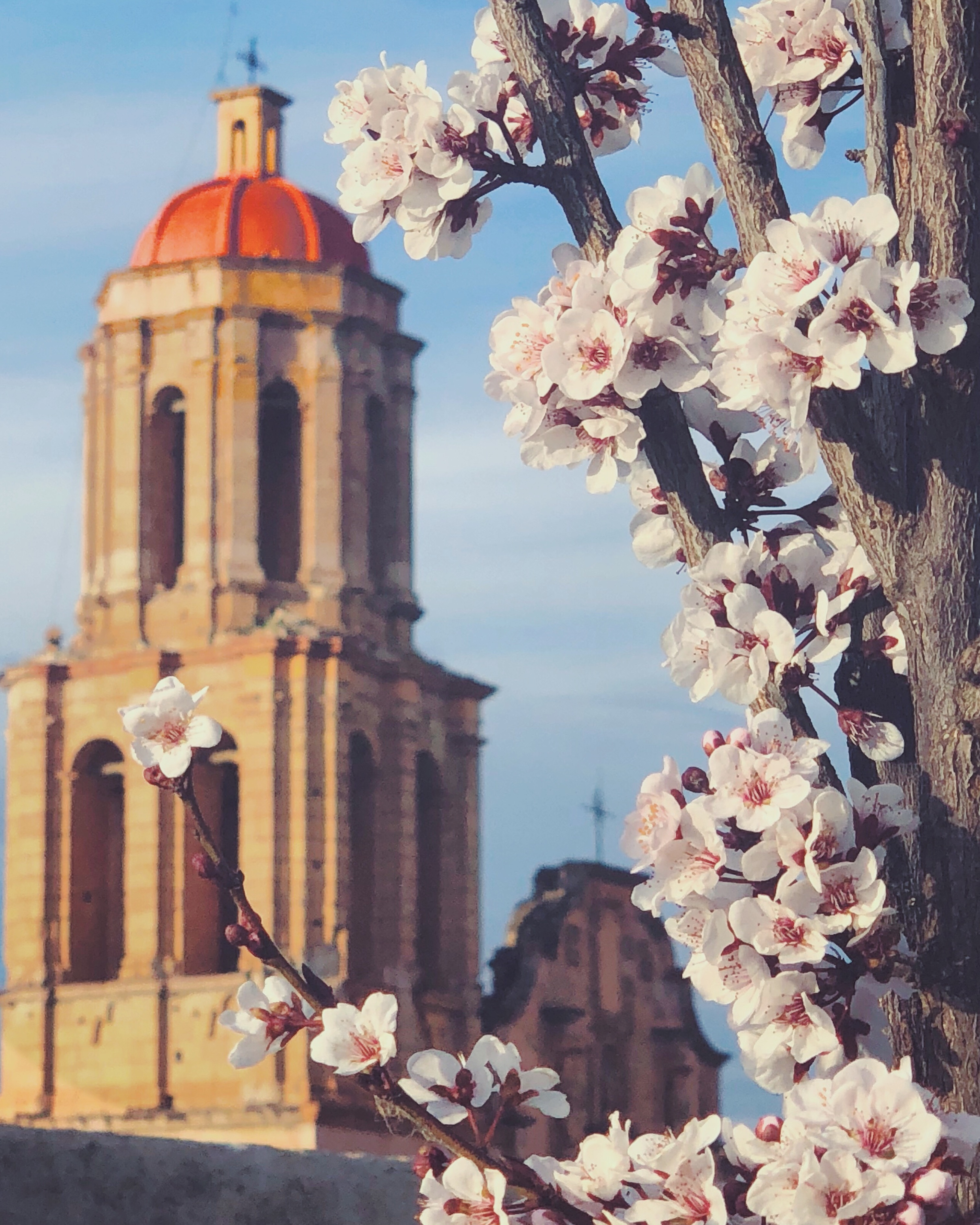
Templo de Santo Domingo.

## Geografía
Enclavada en la sierra del mismo nombre, y al pie del Cerro del Sombreretillo. Famosa por sus prósperos minerales de oro, plata, plomo, estaño y mercurio, Sombrerete es también conocida por su gran riqueza arquitectónica con magníficos templos y edificios de bien labradas canteras construidos en la época en que la República Mexicana aún era la Nueva España.

### Localización
Se comunica a través la carretera federal núm. 45, a una distancia de 167 km al noroeste de la capital del estado, Zacatecas. La ciudad se encuentra a una altitud de 2,351 m s. n. m.

### Clima
El clima en la ciudad de Sombrerete es fresco la mayor parte del año.
Las temperaturas en primavera oscilan entre los 15º(min) y 20º (max) y 7º y 10° (min) entre marzo y abril. Los primeros meses del verano alcanza hasta los 25º. Mientras que en julio y agosto, cuando las lluvias se incrementan (750 mm aprox.), la temperatura oscila entre los 13º (min) y los 24.5º (max). En otoño las temperaturas oscilan entre los 8º y 11º (min) y 18º y 20º (max). En invierno las temperaturas oscilan entre los 0º   18ºpromedio (max.), las nevadas  son comunes en los meses de Noviembre a Marzo, las temperaturas mínimas son en promedio 2 c° a 4 c° menores que en la capital zacatecana. Las condiciones se hacen más benévolas hasta fines de febrero.

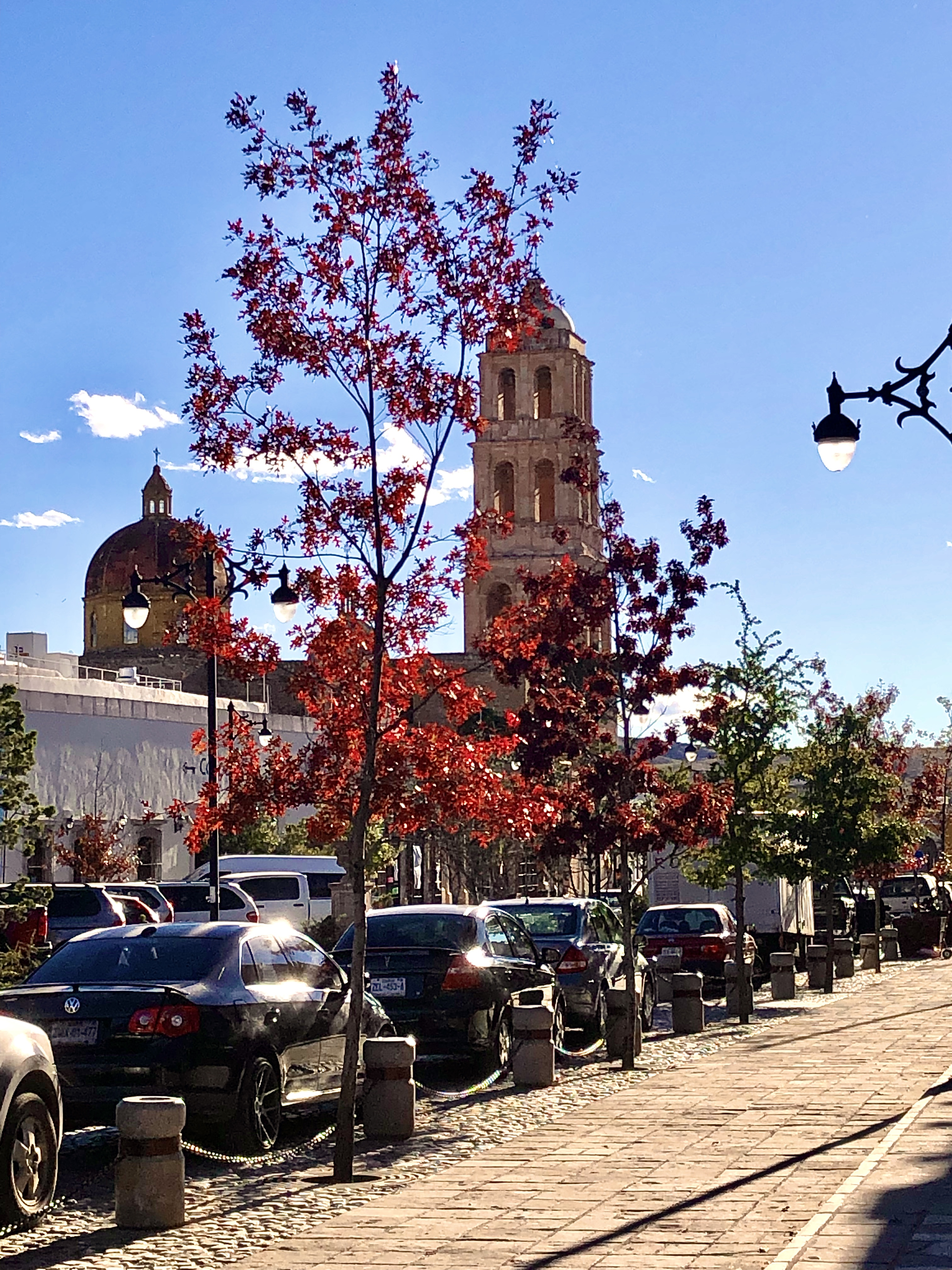
Otoño en Sombrerete (color otoñal de encinos rojos)

El clima frío es debido a la elevación del municipio (2300 m s. n. m.), aunque cabe recalcar que en las zonas mineras más altas las nevadas son constantes en los meses de diciembre y enero y se registran temperaturas de hasta -17 °C.
| Parámetros climáticos promedio de Sombrerete (normales 1991–2020) | Parámetros climáticos promedio de Sombrerete (normales 1991–2020) | Parámetros climáticos promedio de Sombrerete (normales 1991–2020) | Parámetros climáticos promedio de Sombrerete (normales 1991–2020) | Parámetros climáticos promedio de Sombrerete (normales 1991–2020) | Parámetros climáticos promedio de Sombrerete (normales 1991–2020) | Parámetros climáticos promedio de Sombrerete (normales 1991–2020) | Parámetros climáticos promedio de Sombrerete (normales 1991–2020) | Parámetros climáticos promedio de Sombrerete (normales 1991–2020) | Parámetros climáticos promedio de Sombrerete (normales 1991–2020) | Parámetros climáticos promedio de Sombrerete (normales 1991–2020) | Parámetros climáticos promedio de Sombrerete (normales 1991–2020) | Parámetros climáticos promedio de Sombrerete (normales 1991–2020) | Parámetros climáticos promedio de Sombrerete (normales 1991–2020) |
| Mes                                                               | Ene.                                                              | Feb.                                                              | Mar.                                                              | Abr.                                                              | May.                                                              | Jun.                                                              | Jul.                                                              | Ago.                                                              | Sep.                                                              | Oct.                                                              | Nov.                                                              | Dic.                                                              | Anual                                                             |
| ----------------------------------------------------------------- | ----------------------------------------------------------------- | ----------------------------------------------------------------- | ----------------------------------------------------------------- | ----------------------------------------------------------------- | ----------------------------------------------------------------- | ----------------------------------------------------------------- | ----------------------------------------------------------------- | ----------------------------------------------------------------- | ----------------------------------------------------------------- | ----------------------------------------------------------------- | ----------------------------------------------------------------- | ----------------------------------------------------------------- | ----------------------------------------------------------------- |
| Temp. máx. abs. (°C)                                              | 29.0                                                              | 32.0                                                              | 33.0                                                              | 36.0                                                              | 37.0                                                              | 37.5                                                              | 38.0                                                              | 37.8                                                              | 34.0                                                              | 34.0                                                              | 31.0                                                              | 29.0                                                              | 38.0                                                              |
| Temp. máx. media (°C)                                             | 17.1                                                              | 19.2                                                              | 21.8                                                              | 24.8                                                              | 27.0                                                              | 26.0                                                              | 23.5                                                              | 23.3                                                              | 22.0                                                              | 21.8                                                              | 20.0                                                              | 17.9                                                              | 22.0                                                              |
| Temp. media (°C)                                                  | 10.7                                                              | 12.4                                                              | 14.3                                                              | 17.1                                                              | 19.3                                                              | 19.4                                                              | 17.8                                                              | 17.7                                                              | 16.8                                                              | 15.6                                                              | 13.2                                                              | 11.2                                                              | 15.4                                                              |
| Temp. mín. media (°C)                                             | 4.1                                                               | 5.4                                                               | 6.7                                                               | 9.2                                                               | 11.4                                                              | 12.7                                                              | 12.0                                                              | 12.0                                                              | 11.5                                                              | 9.3                                                               | 6.4                                                               | 4.5                                                               | 8.8                                                               |
| Temp. mín. abs. (°C)                                              | -9.5                                                              | -8.3                                                              | -6.5                                                              | -4.5                                                              | 2.3                                                               | 2.0                                                               | 7.0                                                               | 2.5                                                               | 1.5                                                               | -2.3                                                              | -5.0                                                              | -14.4                                                             | -14.4                                                             |
| Precipitación total (mm)                                          | 10.9                                                              | 10.8                                                              | 5.2                                                               | 3.2                                                               | 9.1                                                               | 56.2                                                              | 97.9                                                              | 85.9                                                              | 95.8                                                              | 39.6                                                              | 16.3                                                              | 10.6                                                              | 441.4                                                             |
| Días de precipitaciones (≥ 0.1 mm)                                | 2.6                                                               | 2.0                                                               | 1.6                                                               | 1.4                                                               | 3.6                                                               | 9.8                                                               | 14.3                                                              | 14.1                                                              | 12.9                                                              | 5.8                                                               | 2.8                                                               | 1.9                                                               | 72.8                                                              |
| Horas de sol                                                      | 237                                                               | 233                                                               | 273                                                               | 280                                                               | 299                                                               | 262                                                               | 232                                                               | 237                                                               | 209                                                               | 242                                                               | 250                                                               | 250                                                               | 3004                                                              |
| Humedad relativa (%)                                              | 51                                                                | 48                                                                | 42                                                                | 39                                                                | 41                                                                | 55                                                                | 65                                                                | 66                                                                | 70                                                                | 60                                                                | 55                                                                | 54                                                                | 54                                                                |
| Fuente n.º 1: Servicio Meteorológico Nacional, NOAA               |                                                                   |                                                                   |                                                                   |                                                                   |                                                                   |                                                                   |                                                                   |                                                                   |                                                                   |                                                                   |                                                                   |                                                                   |                                                                   |
| Fuente n.º 2: Deutscher Wetterdienst (horas de sol 1961–1990)     |                                                                   |                                                                   |                                                                   |                                                                   |                                                                   |                                                                   |                                                                   |                                                                   |                                                                   |                                                                   |                                                                   |                                                                   |                                                                   |

## Composición
En la región que comprenden los municipios zacatecanos de Chalchihuites, Saín Alto, Jiménez del Téul, Valparaíso y Sombrerete y los municipios colindantes del estado de Durango: Súchil y Vicente Guerrero, y algunas localidades en el municipio de Sombrerete son: Hidalgo (Colonia Hidalgo) Villa Insurgentes (El Calabazal), San José de Mesillas, González Ortega, San Martín, Charco Blanco, Ejido Zaragoza (Francisco R. Murguía), Corrales, Estancia de Guadalupe, San José de Félix, Agua Zarca, José Ma. Morelos, Doroteo Arango (Gatas Mochas), Luis Moya, Ojo de Agua del Calabazal, Providencia, Salas Pérez, San Francisco de Órganos, San Juan de la Tapia (La Tapia), Santa Rita del Calabazal, San Francisco de las Flores (El Ranchito) y El Álamo, entre otros.

## Cultura

### Patrimonio de la humanidad
El 2 de agosto de 2010, el Comité del Patrimonio Mundial de la UNESCO en Brasilia en su XXXIV sesión, inscribió como Patrimonio Cultural de la humanidad al "Camino Real de Tierra Adentro", en este se incluyeron tres sitios dentro del municipio de Sombrerete, Zacatecas. Los lugares que recibieron tal nombramiento fueron el centro histórico de la ciudad, el parque nacional Sierra de Órganos y La Noria de San Pantaleón, Sombrerete.

### Turismo
Posee lugares turísticos como:
- El Templo Parroquial, edificación que data del siglo XVlll, su fachada es de estilo barroco con ciertas remanencias platerescas, tiene una gran puerta central de arco franqueada por dos columnas ricamente decoradas. La torre es de tres cuerpos, cuenta con 9 valiosas pinturas del autor desconocido y su interior cantera rosa y paredes escalonadas. Se inició su construcción en 1777.

- El Templo de Santo Domingo, construido en el siglo XVlll, fue costeado por don Fernando de la Campa y Cos, Conde de San Mateo de Valparaíso. Su portada es churrigueresca de tres cuerpos, con columnas salomónicas y nichos con esculturas, su ventana de coro poligonal con ancho marco labrado, detrás del altar se conservan los restos del Conde. Posee magníficas obras pictóricas de Arellano.

- El Templo de la Soledad, es una construcción del siglo XVlll, se distingue porque su torre de estilo morisco la hace diferente a la de los demás templos de la ciudad. Su fachada es de estilo churrigueresco conformada por dos cuerpos, en uno se aprecian 4 columnas, decoradas con vides y dos nichos con igual número de esculturas. Al centro del altar mayor la imagen de la Santísima Virgen de la Soledad. El 15 de septiembre se realiza una gran fiesta en su honor.

- El Templo de la Santa Veracruz, su edificación se ubica a finales del siglo XVII. La fachada principal se compone del acceso principal y de la ventana del coro. Él acceso principal cuenta con un arco de medio punto, flanqueado por dos pilastras, remota con un entablamento.La ventana del coro es de forma rectangular con marco de cantería. La capilla es de una sola nave, con ochavos en su muro testero y coro. El techo es de madera, con migas y ménsulas grabadas. El coro y la escalinata son de madera. El altar es de estilo barroco, con madera dorada. Se compone de dos cuerpos con remate, en tres calles, en la primera cuenta con pilares estípite. El piso es de madera, con varias puertas de criptas.

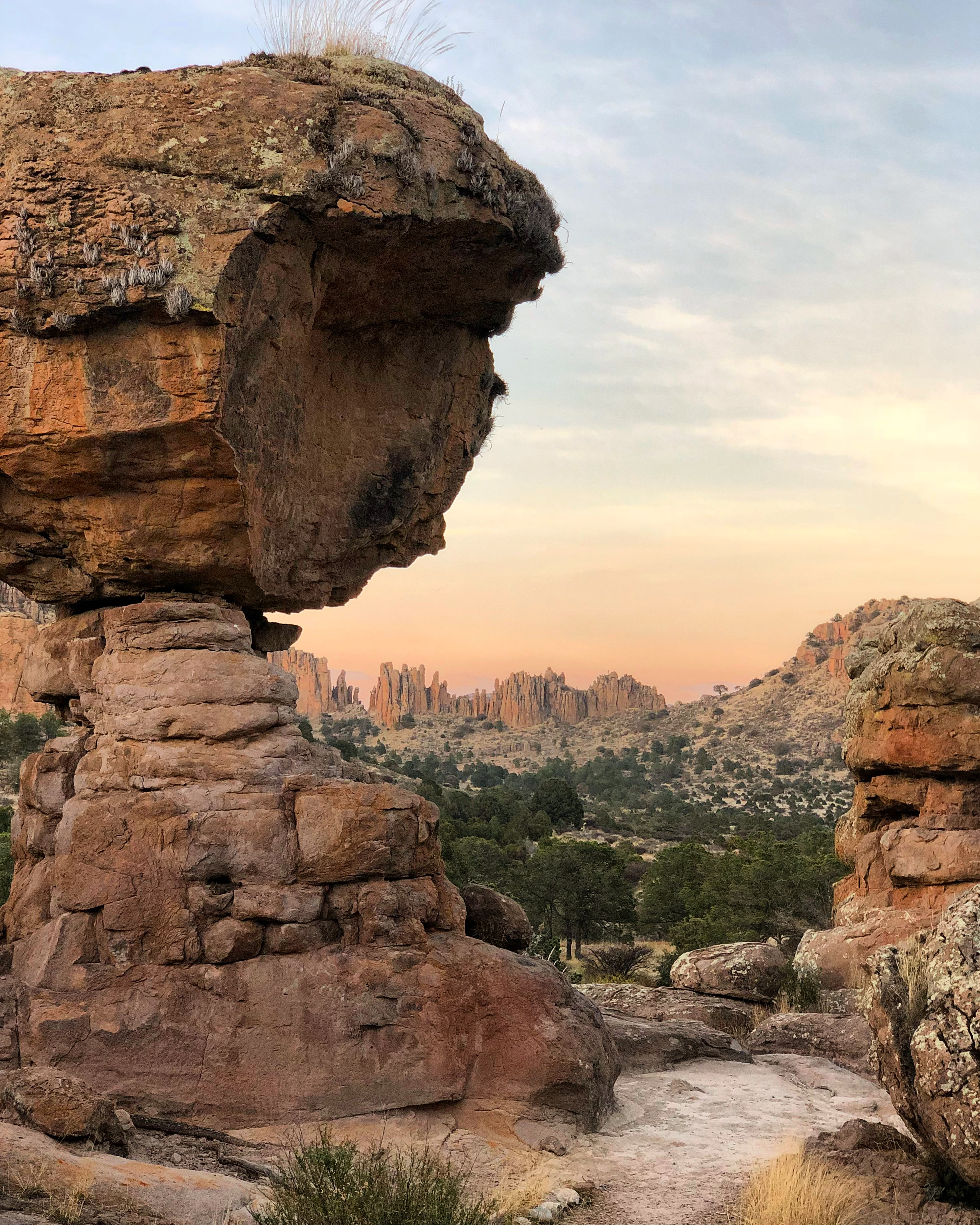
Parque nacional Sierra de Órganos.

- El Convento de San Mateo, fue edificado en el siglo XVl, destaca su claustro de dos niveles de pilastras. Su construcción inició en 1567, su estilo es churrigueresco.

- El Templo de la Tercera Orden (único en el país por su estilo renacentista y su bóveda en el interior única en América Latina), su portada estilo renacentista, con labrado de cantera y clave de unión que tiene la rodela de la sagrada orden de San Francisco. Su planta es elíptica, con una bóveda que es peso sostenida solo por dos arcos y construida con grava porosa de poco peso, originada de los residuos metálicos por coloración.

- El Templo de San Francisco, construcción del siglo XVl, obra impulsada por fray Juan de Angulo. La portada del templo es churrigueresca, de dos cuerpos formados por estípites y nichos con esculturas, el remate y la torre poseen columnas salomónicas, los arcos a la entrada del convento tienen esculpidas caracteres tlaxcaltecas.

- El Museo Municipal, inaugurado el 22 de marzo de 1981, tiene en su contenido histórico, documentos originales del coloniaje; periódicos editados en Sombrerete, como El Centinela y El Caudillo; fotografías antiguas, incluyendo las del mineral Noria de San Pantaleón, documentos pertenecientes al conde de San Mateo de Valparaíso Don Fernando de la Campa y Cos; poemas de Manuel de la Parra, Julio Fuentes y de la poeta Esther Fuentes; marchas musicales del profesor Manuel Benítez Valle y Genaro Contreras; fotografías de artistas nacionales y extranjeros que han filmado películas en el parque nacional Sierra de Órganos; restos de huesos prehistóricos de animales y objetos personales de personajes notables de la región.

- Parque nacional Sierra de Órganos, área natural protegida y declarada parque nacional, es conocida por sus formaciones rocosas en formas caprichosas de gran altura, lo cual le ha ganado popularidad mundial al haber sido sitio de grabación de múltiples películas.

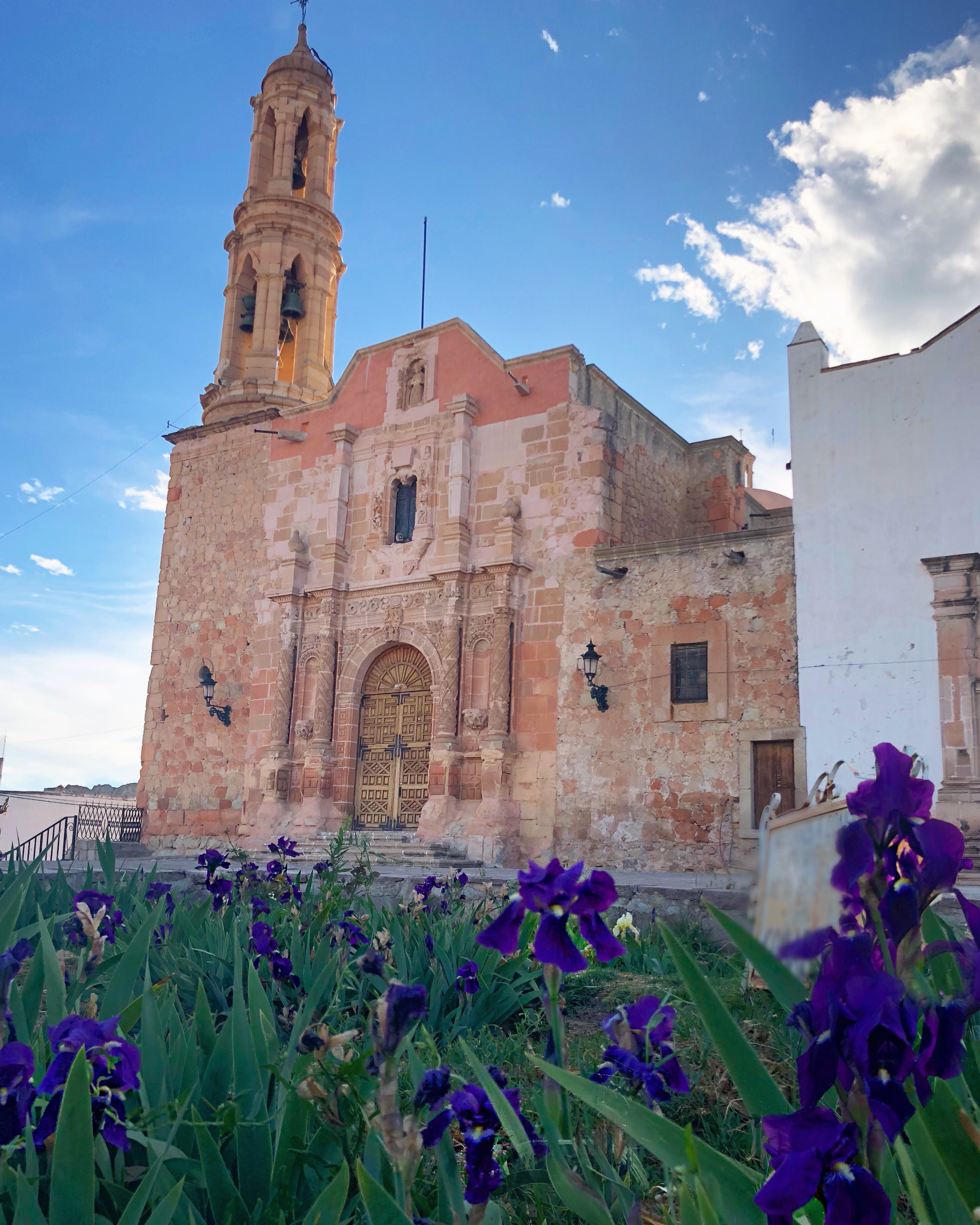
Templo de la Soledad y de la Santa Veracruz

## Personas destacadas
- Fernando de la Campa y Cos (1676-1742). Español que por sus actividades ganaderas y agrícolas obtuvo el título de Conde del Condado de San Mateo de Valparaíso. Fue un benefactor de varias instituciones religiosas y educativas. Sus restos reposan en el templo de Santo Domingo de Sombrerete.

- José María Bracho. Abogado. Ocupó varias posiciones burocráticas en la transición de la Colonia al México independiente. Fue designado primer gobernador del Zacatecas federalista, aunque renunció a tal posición.

- María de la Luz Rivas de Bracho, (1796- 1873). Esposa del anterior. A su muerte legó sus bienes a la comunidad, con los cuales se construyó y sostuvo una escuela de primeras letras.

- Sabás Iturbide y Mexía, (1812-1875). Abogado y Político. Fue gobernador del Estado de México y conservó íntima amistad con Melchor Ocampo. Murió fusilado en la Ciudad de México.

- Miguel Auza Arrenechea, (1822-1892). Abogado liberal. Participó en la Guerra de Reforma y en contra de la Intervención francesa. Alcanzó el grado de general. Fue diputado al Constituyente de 1857, Gobernador del estado varias veces y Magistrado de la Suprema Corte de Justicia de la Nación.

- Trinidad García, (1831-1906). Profesor y minero. Fue Diputado local y Gobernador interino del estado. En 1879 fue Secretario de Hacienda. Es autor del libro: "Los mineros mexicanos".

- Ignacio Álvarez Román, (1839-1885). Abogado conservador. Participó en el Segundo Imperio, fue designado por Maximiliano cronista del Imperio durante el sitio de Querétaro. Es autor de Estudios sobre la historia general de México, en varios tomos, este trabajo es el primer texto de historiografía general de México.

- Luis Moya Regis, (1855-1911). Comerciante y minero. Fue el primer jefe revolucionario y antirreeleccionista de Zacatecas.

- Benito Garza Pérez, (1855-1911). Abogado liberal. Participó en varios clubes antirreeleccionistas. Asistió al Congreso Liberal de San Luis Potosí, en Zacatecas recibió a Francisco I. Madero en su campaña presidencial; fue director del Instituto de Ciencias del Estado.

- Jairo Rolando Dyer Castañeda, (1869-1925). Médico y político liberal. Fue diputado constituyente en 1917, participó en las discusiones del artículo 123.

- Alfonso Toro Chávez, (1873-1952). Abogado liberal que egresó del Instituto de Ciencias de Zacatecas. Se dedicó al periodismo y a la historia; fue director del Museo Nacional y del archivo de la Suprema Corte de Justicia.

- Manuel de la Parra, (1878-1930). Poeta fundador de El Ateneo de la Juventud. Escribió en La savia moderna.

- Joaquín Amaro Domínguez, (1889-1952). General revolucionario. Fue Secretario de Guerra entre 1924 y 1931 y director del Colegio Militar.[5]

- Don Salvador Mercado Galindo, (1900-1952). Descendiente de una de las familias más acaudaladas del Estado de Zacatecas, fue impulsor de la cultura en Sombrerete, fundador del Teatro Hidalgo, ubicado en los portales que se encuentran frente a la parroquia y donde se reunía la aristocracia rural, ahí mismo se presentaron espectáculos de talla internacional así como los artistas más importantes de la época; el teatro Hidalgo se convertiría después en el Cine Hidalgo, donde se proyectaron las primeras películas de cine mudo musicalizadas en vivo.

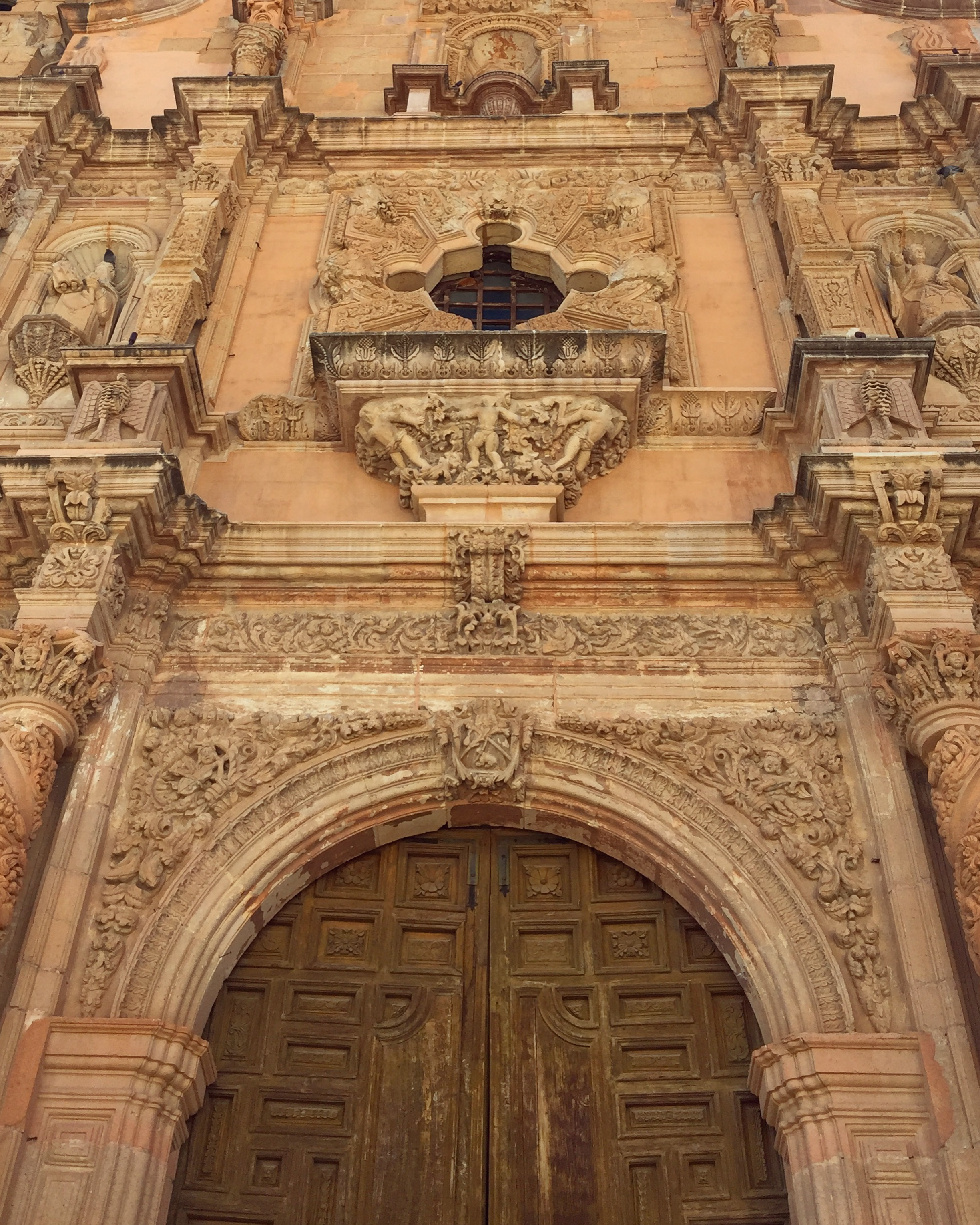
Templo de Santo Domingo de Guzmán, lugar donde reposan los restos del Conde Fernando de la Campa y Cos.

## Economía

### Actividades económicas
Sus actividades comerciales son la minería, la agricultura, la ganadería, y el comercio.

### Población
Su población es de 58,201 habitantes, el 30% de la cifra mencionada vive en la Ciudad de Sombrerete, la población restante en comunidades rurales. Su extensión territorial es de 3,571 km².

## Alcaldes
| Alcalde                           | Periodo de Gobierno | Partido Político | Elecciones |
| Emeterio Talavera                 | 1940                |                  |            |
| Pablo Méndez Torres               | 1941                |                  |            |
| Modesto Balderas                  | 1942 - 1943         |                  |            |
| Gregorio Martínez                 | 1944 - 1946         |                  |            |
| Norberto Mena Cervantes           | 1947                |                  |            |
| Florentino Contreras              | 1948 - 1949         |                  |            |
| Alberto Saldívar                  | 1950 - 1951         |                  |            |
| Marciano Jacquez Orozco           | 1952 - 1953         |                  |            |
| José Muro Saldívar                | 1953 - 1955         |                  |            |
| René Maximiliano Lazalde          | 1956                |                  |            |
| Nicandro Andrade                  | 1957 - 1958         |                  |            |
| Victoriano Arredondo              | 1959                |                  |            |
| Pompeyo Saldívar Soria            | 1959 - 1961         |                  |            |
| Gerardo Garay Contreras           | 1962 - 1964         |                  |            |
| Natividad Morales                 | 1964                |                  |            |
| Francisco Olvera Peralta          | 1965 - 1967         |                  |            |
| Pascual Mier                      | 1965                |                  |            |
| Alfonso Pérez Peña                | 1965                |                  |            |
| Fernando Luevanos Sánchez         | 1968 - 1970         |                  |            |
| Gabino Díaz Díaz                  | 1971 - 1973         |                  |            |
| Jorge Santos Marentes             | 1974 - 1976         |                  |            |
| Alberto Márquez Olguín            | 1980 - 1982         |                  |            |
| José Marco Antonio Olvera Acevedo | 1983 - 1985         |                  |            |
| Ricardo Ríos Rojero               | 1986 - 1988         |                  |            |
| Leopoldo Enrique Santos Pérez     | 1989 - 1992         |                  |            |
| Jesús Gómez Monreal               | 1992 - 1995         |                  |            |
| Sergio Gabriel Olvera Acevedo     | 1995 - 1998         |                  |            |
| Ismael Murillo Murillo            | 1998 - 2001         |                  |            |
| Manuel Humberto Esparza Pérez     | 2001 - 2004         |                  |            |
| Juan Quiroz García                | 2004 - 2007         |                  |            |
| Vicente Márquez Sánchez           | 2007 - 2010         |                  |            |
| Daniel Solís Ibarra               | 2010 - 2013         |                  |            |
| Juan Ángel Castañeda Lizardo      | 2013 - 2014         |                  |            |
| Juan Pablo Castañeda Lizardo      | 2014 - 2016         |                  |            |
| Ignacio Castrejón Valdez          | 2016 - 2018         |                  |            |
| Manuel Alan Murillo Murillo       | 2018 - 2021         |                  |            |
| Ramsés Ríos Rodarte               | 2021                |                  |            |
| Manuel Alan Murillo Murillo       | 2021 - 2024         |                  |            |
| J. Santos Ramiro Hinojoza Aguayo  | 2024 - 2027         |                  |            |